# Crotalaria khasiana
Crotalaria khasiana är en ärtväxtart som beskrevs av Krishnamurthy Thothathri och A.A.Ansari. Crotalaria khasiana ingår i släktet sunnhampor, och familjen ärtväxter.

## Underarter
Arten delas in i följande underarter:
- C. k. khasiana
- C. k. macrophylla